# Premio al mejor Baloncestista Masculino del Año de la Big Ten Conference
El Premio al mejor Baloncestista Masculino del Año de la Big Ten Conference (en inglés, Big Ten Conference Men's Basketball Player of the Year) es un galardón que otorga la Big Ten Conference al jugador de baloncesto masculino más destacado del año. El premio se concede desde la temporada 1984–85 aunque la conferencia inició su andadura en 1899. Solo cuatro jugadores han conseguido el galardón más de una vez: Jim Jackson de Ohio State (1991, 1992), Mateen Cleaves de Michigan State (1998, 1999), Luka Garza de Iowa (2020, 2021) y Zach Edey de Purdue (2023, 2024). En dos temporadas consecutivas, Calbert Cheaney de Indiana (1993) y Glenn Robinson de Purdue (1994) fueron elegidos además Universitario del Año a nivel nacional, al igual que Evan Turner de Ohio State en 2010, Trey Burke de Michigan en 2013, Frank Kaminsky de Wisconsin en 2015, Garza en 2021 y Edey en 2023 y 2024.

## Ganadores

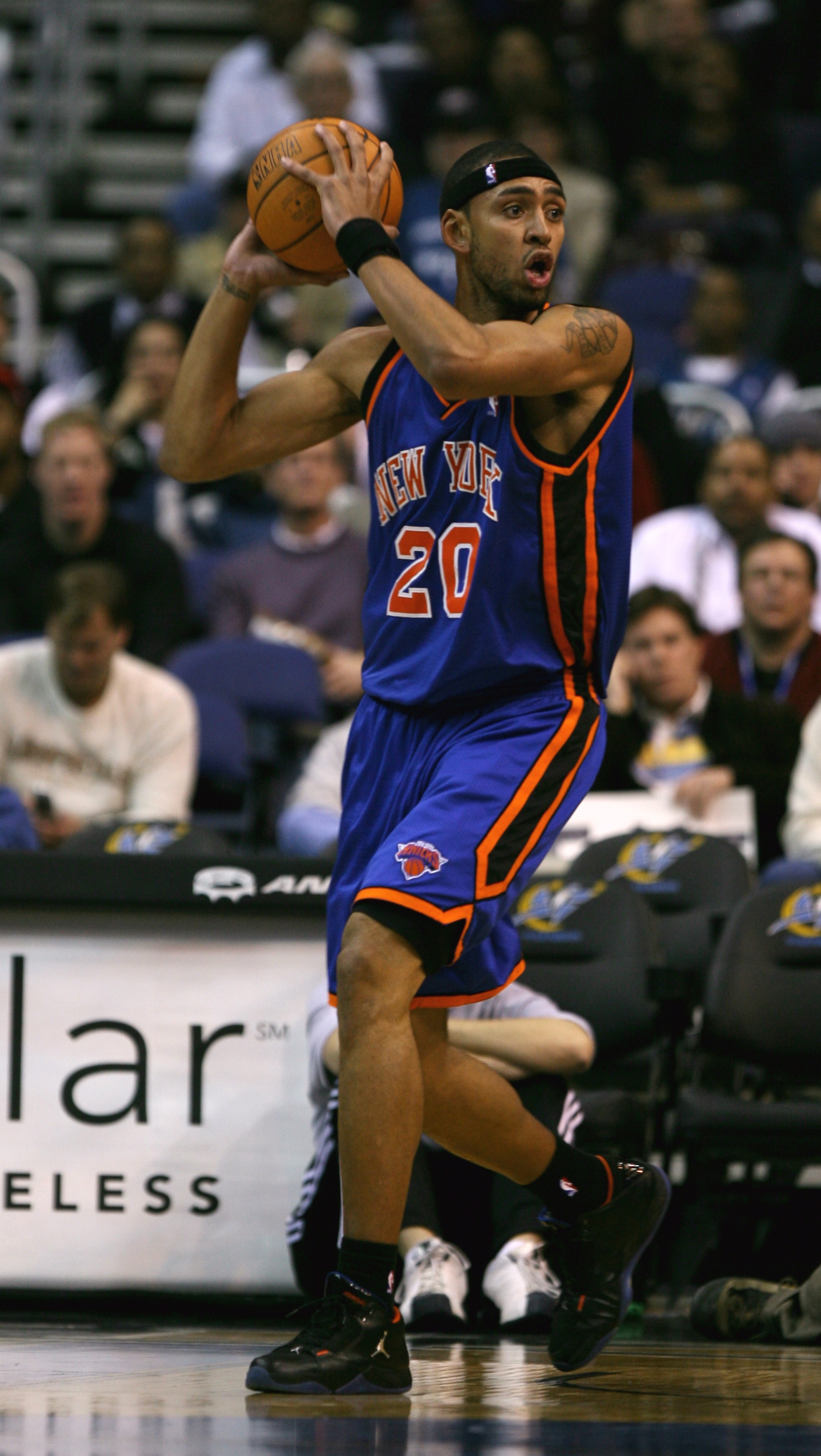
Jared Jeffries ganó en 2002.

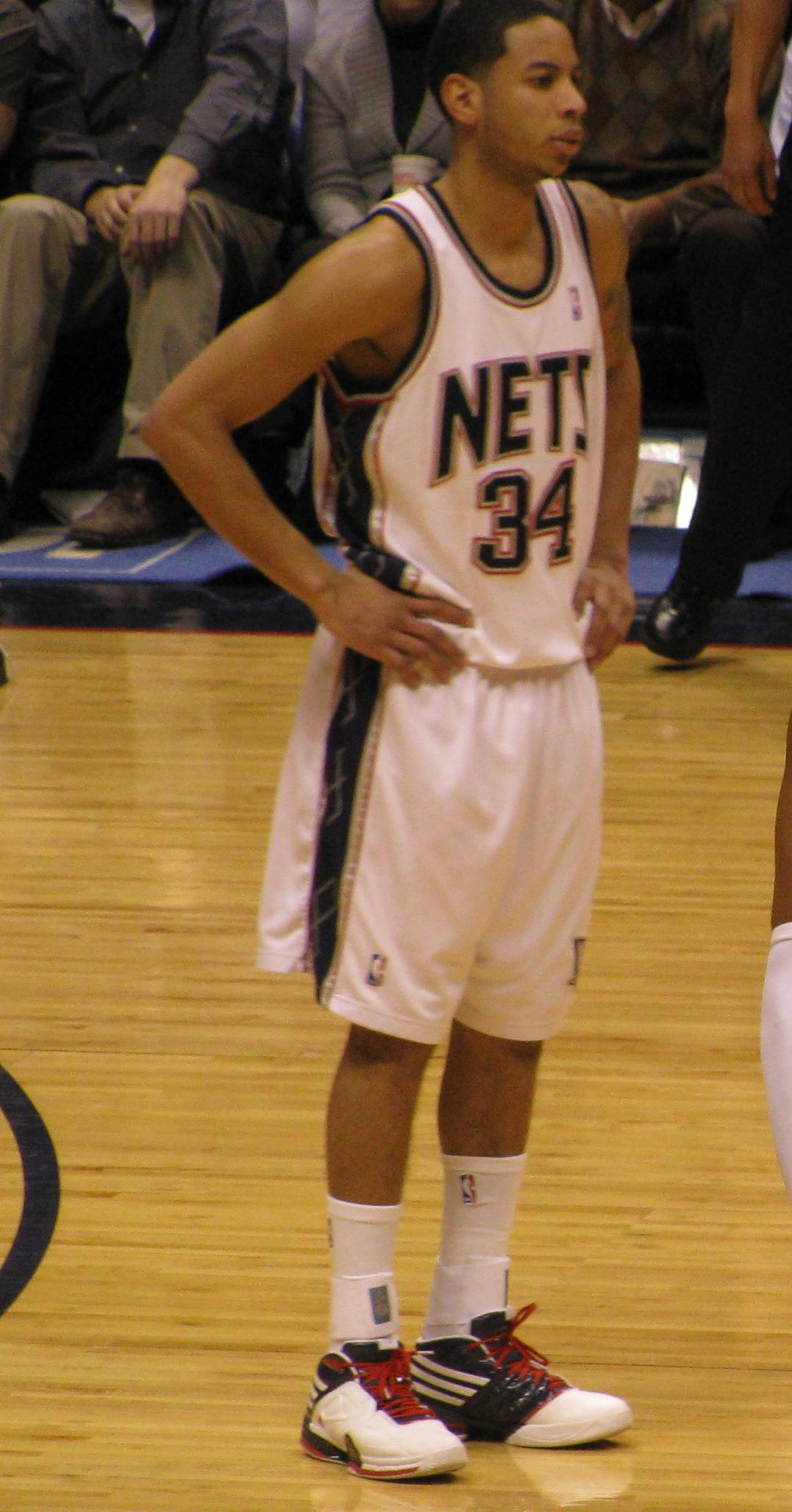
Devin Harris fue el primer ganador de Wisconsin (2004).

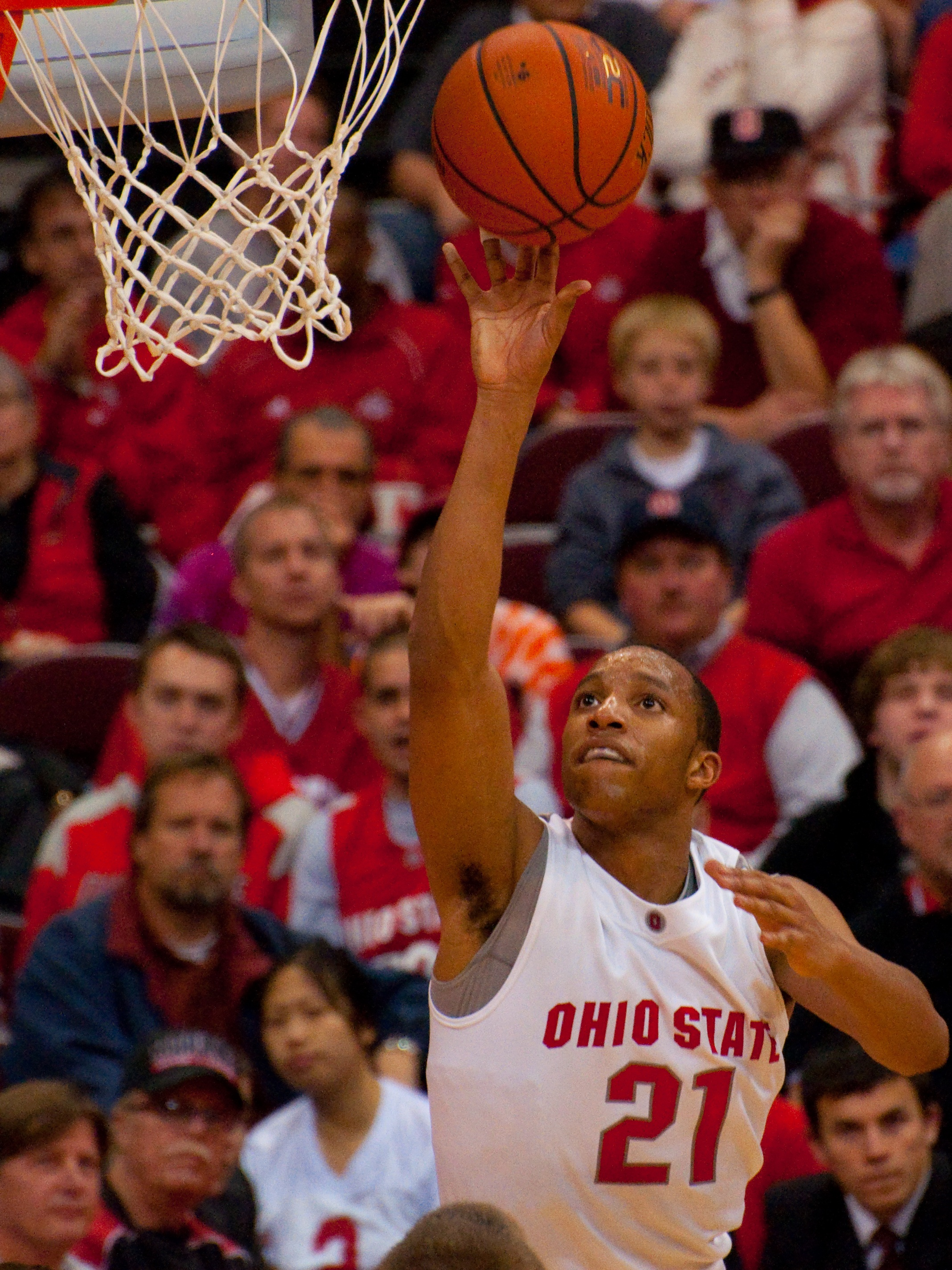
Evan Turner fue elegido jugador del año en 2010.

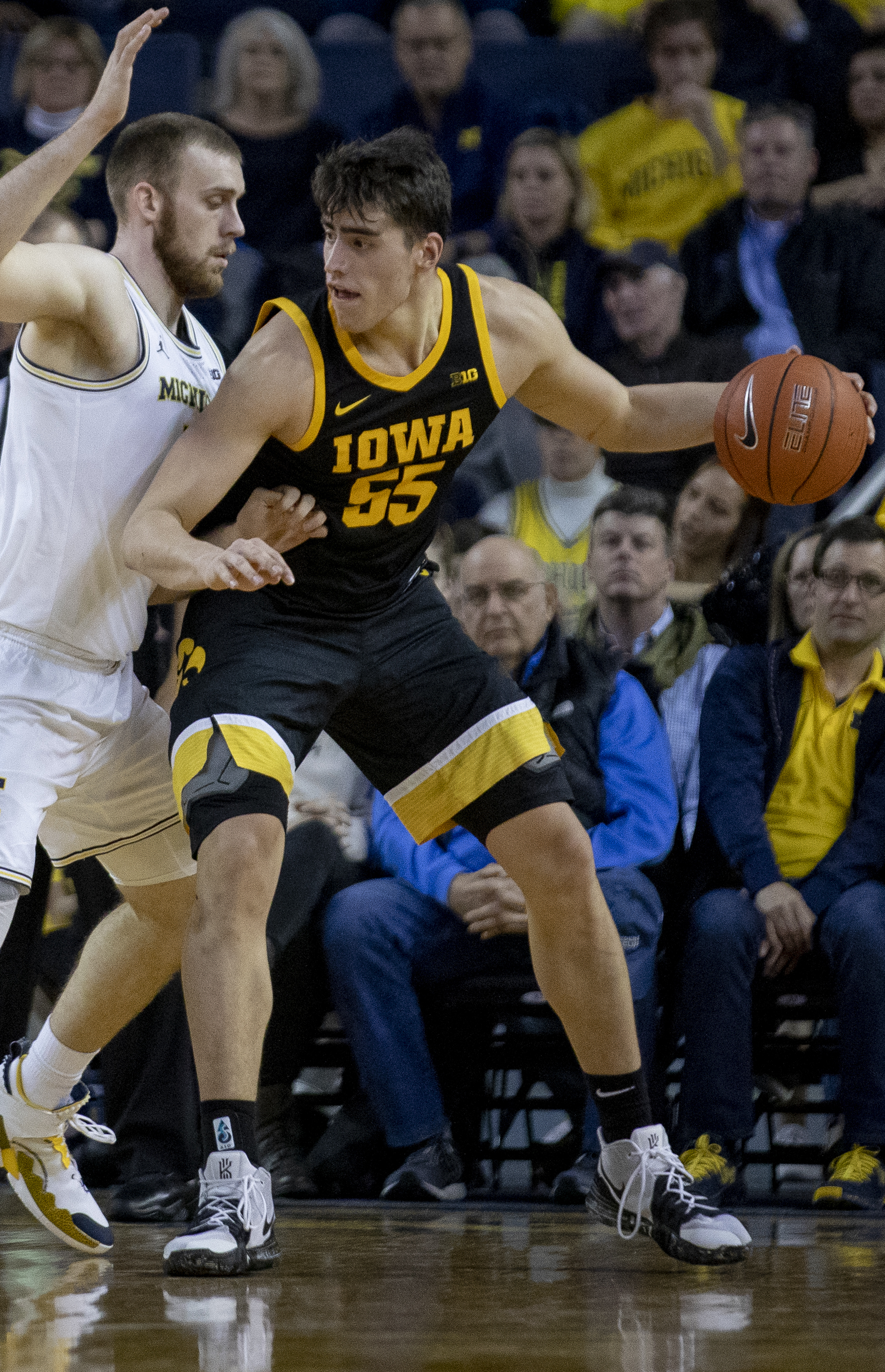
Luka Garza logró el galardón en 2020 y 2021.

| †           | Cojugadores del Año                                                                                                 |
| *           | Ganador del premio al mejor universitario del año: el Naismith College Player of the Year o el John R. Wooden Award |
| Jugador (X) | Denota el número de veces que ha conseguido el galardón                                                             |

| Temporada | Jugador            | Universidad    | Posición        | Curso     | Referencia |
| --------- | ------------------ | -------------- | --------------- | --------- | ---------- |
| 1984–85   | Roy Tarpley        | Michigan       | Ala-Pívot/Pívot | Junior    |            |
| 1985–86   | Scott Skiles       | Michigan State | Base            | Senior    |            |
| 1986–87   | Dennis Hopson      | Ohio State     | Alero           | Senior    |            |
| 1987–88   | Gary Grant         | Michigan       | Base            | Senior    |            |
| 1988–89†  | Jay Edwards        | Indiana        | Escolta         | Sophomore |            |
| 1988–89†  | Glen Rice          | Michigan       | Escolta/Alero   | Senior    |            |
| 1989–90   | Steve Scheffler    | Purdue         | Pívot           | Senior    |            |
| 1990–91   | Jim Jackson        | Ohio State     | Escolta         | Sophomore |            |
| 1991–92   | Jim Jackson (2)    | Ohio State     | Escolta         | Junior    |            |
| 1992–93   | Calbert Cheaney*   | Indiana        | Alero           | Senior    |            |
| 1993–94   | Glenn Robinson*    | Purdue         | Alero           | Sophomore |            |
| 1994–95   | Shawn Respert      | Michigan State | Alero           | Senior    |            |
| 1995–96   | Brian Evans        | Indiana        | Ala-Pívot       | Senior    |            |
| 1996–97   | Bobby Jackson      | Minnesota      | Base            | Senior    |            |
| 1997–98   | Mateen Cleaves     | Michigan State | Base            | Sophomore |            |
| 1998–99†  | Mateen Cleaves (2) | Michigan State | Base            | Junior    |            |
| 1998–99†  | Scoonie Penn       | Ohio State     | Base            | Junior    |            |
| 1999–00†  | A. J. Guyton       | Indiana        | Escolta         | Senior    |            |
| 1999–00†  | Morris Peterson    | Michigan State | Alero           | Senior    |            |
| 2000–01   | Frank Williams     | Illinois       | Base            | Sophomore |            |
| 2001–02   | Jared Jeffries     | Indiana        | Pívot           | Sophomore |            |
| 2002–03   | Brian Cook         | Illinois       | Ala-Pívot       | Senior    |            |
| 2003–04   | Devin Harris       | Wisconsin      | Base            | Junior    |            |
| 2004–05   | Dee Brown          | Illinois       | Escolta         | Junior    |            |
| 2005–06   | Terence Dials      | Ohio State     | Ala-Pívot       | Senior    |            |
| 2006–07   | Alando Tucker      | Wisconsin      | Alero           | Senior    |            |
| 2007–08   | D. J. White        | Indiana        | Ala-Pívot       | Senior    |            |
| 2008–09   | Kalin Lucas        | Michigan State | Base            | Sophomore |            |
| 2009–10   | Evan Turner*       | Ohio State     | Escolta         | Junior    |            |
| 2010–11   | JaJuan Johnson     | Purdue         | Pívot           | Senior    |            |
| 2011–12   | Draymond Green     | Michigan State | Alero           | Senior    |            |
| 2012–13   | Trey Burke*        | Michigan       | Base            | Sophomore |            |
| 2013–14   | Nik Stauskas       | Michigan       | Escolta         | Sophomore |            |
| 2014–15   | Frank Kaminsky*    | Wisconsin      | Ala-Pívot       | Senior    |            |
| 2015–16   | Denzel Valentine   | Michigan State | Escolta         | Senior    |            |
| 2016–17   | Caleb Swanigan     | Purdue         | Ala-Pívot       | Sophomore | [ 1 ]      |
| 2017–18   | Keita Bates-Diop   | Ohio State     | Alero           | Senior    | [ 2 ]      |
| 2018–19   | Cassius Winston    | Michigan State | Base            | Junior    | [ 3 ]      |
| 2019–20   | Luka Garza         | Iowa           | Pívot           | Junior    | [ 4 ]      |
| 2020–21   | Luka Garza* (2)    | Iowa           | Pívot           | Senior    | [ 5 ]      |
| 2021–22   | Johnny Davis       | Wisconsin      | Escolta         | Sophomore | [ 6 ]      |
| 2022–23   | Zach Edey          | Purdue         | Pívot           | Junior    | [ 7 ]      |
| 2023–24   | Zach Edey (2)      | Purdue         | Pívot           | Senior    | [ 8 ]      |
| 2024–25   | Braden Smith       | Purdue         | Base            | Junior    | [ 9 ]      |

## Ganadores por universidad
| Universidad (en Big Ten desde) | Premios | Años                                                   |
| ------------------------------ | ------- | ------------------------------------------------------ |
| Michigan State (1953)          | 9       | 1986, 1995, 1998, 1999†, 2000†, 2009, 2012, 2016, 2019 |
| Ohio State (1912)              | 7       | 1987, 1991, 1992, 1999†, 2006, 2010, 2018              |
| Purdue (1896)                  | 7       | 1990, 1994, 2011, 2017, 2023, 2024, 2025               |
| Indiana (1900)                 | 6       | 1989†, 1993, 1996, 2000†, 2002, 2008                   |
| Michigan (1896)                | 5       | 1985, 1988, 1989†, 2013, 2014                          |
| Wisconsin (1896)               | 4       | 2004, 2007, 2015, 2022                                 |
| Illinois (1896)                | 3       | 2001, 2003, 2005                                       |
| Iowa (1900)                    | 2       | 2020, 2021                                             |
| Minnesota (1896)               | 1       | 1997                                                   |
| Maryland (2014)                | 0       | —                                                      |
| Nebraska (2011)                | 0       | —                                                      |
| Northwestern (1896)            | 0       | —                                                      |
| Oregon (2024)                  | 0       | —                                                      |
| Penn State (1993)              | 0       | —                                                      |
| Rutgers (2014)                 | 0       | —                                                      |
| UCLA (2024)                    | 0       | —                                                      |
| USC (2024)                     | 0       | —                                                      |
| Washington (2024)              | 0       | —                                                      |